# Getin Noble Bank
Getin Noble Bank S.A. w upadłości (d. Get Bank SA, Allianz Bank Polska SA) – bank uniwersalny powstały w 2008, znajdujący się od 2022 w procesie przymusowej restrukturyzacji. Do dnia wszczęcia przymusowej restrukturyzacji notowany na Giełdzie Papierów Wartościowych w Warszawie. 30 września 2022 stał się przedmiotem przymusowej restrukturyzacji prowadzonej przez Bankowy Fundusz Gwarancyjny i funkcjonuje jako podmiot rezydualny. 20 lipca 2023 ogłoszono jego upadłość.

## Historia

### Allianz Bank i Get Bank
1 września 2008 spółka, jako Allianz Bank Polska SA, otrzymała zezwolenie Komisji Nadzoru Finansowego na rozpoczęcie działalności bankowej. Inauguracja działalności nastąpiła 2 grudnia 2008. Pierwszym prezesem został Paweł Miller. Właścicielem 100% akcji banku było Towarzystwo Ubezpieczeń i Reasekuracji Allianz Polska SA. W 2009 Millera na stanowisku prezesa zastąpił Jakub Papierski. W lutym 2010 prezesem zarządu został Stanisław Borkowski. W listopadzie 2010 Allianz Polska podpisało z Getin Holding umowę, na mocy której holding nabył 100% akcji banku. W momencie transakcji bank zatrudniał 650 osób, obsługiwał 73 tys. klientów oraz posiadał 58 placówek bankowych w całym kraju. 
Od 27 czerwca 2011 Allianz Bank Polska SA oferował swoje produkty i usługi jako Get Bank SA. 
1 czerwca 2012 nastąpiło prawne połączenie Get Bank SA oraz Getin Noble Bank SA. Utworzony w wyniku fuzji bank pozostał przy nazwie i marce handlowej spółki przejmowanej, Getin Noble Bank SA.

### Getin Noble Bank
W 2012 bank wraz z Leszkiem Czarneckim założył Fundację Noble. Jej likwidacja rozpoczęła się w 2020.

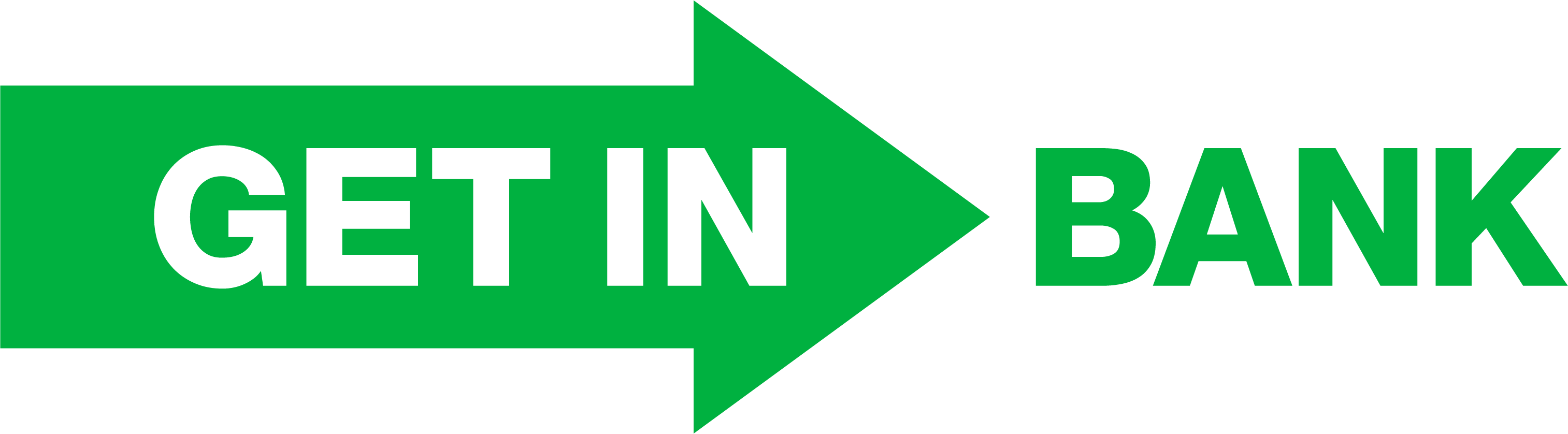
Logo marki handlowej Getin Bank należącej do Getin Noble Banku, używane w latach 2013-2022

W 2013 nabył 100% akcji Dexia Kommunalkredit Bank Polska S.A. za 70% jego wartości księgowej netto i go wchłonął.
W 2016 zanotował pierwszą stratę netto i było to pierwsze z pięciu lat finansowych kiedy bank notował negatywny wynik finansowy, a od 2017 stale nie spełniał wymogów kapitałowych. Z uwagi na złe wyniki finansowe bank zobowiązany był do przedstawiania Komisji Nadzoru Finansowego planów naprawczych. Jedną z przyczyn był wysoki udział kredytów hipotecznych denominowanych w CHF, który w 2019 stanowił 22,8% portfela kredytowego banku i 11% udział wszystkich frankowych kredytów udzielonych przez banki notowane na GPW.
W 2018 wchłonął BPI Bank Polskich Inwestycji.

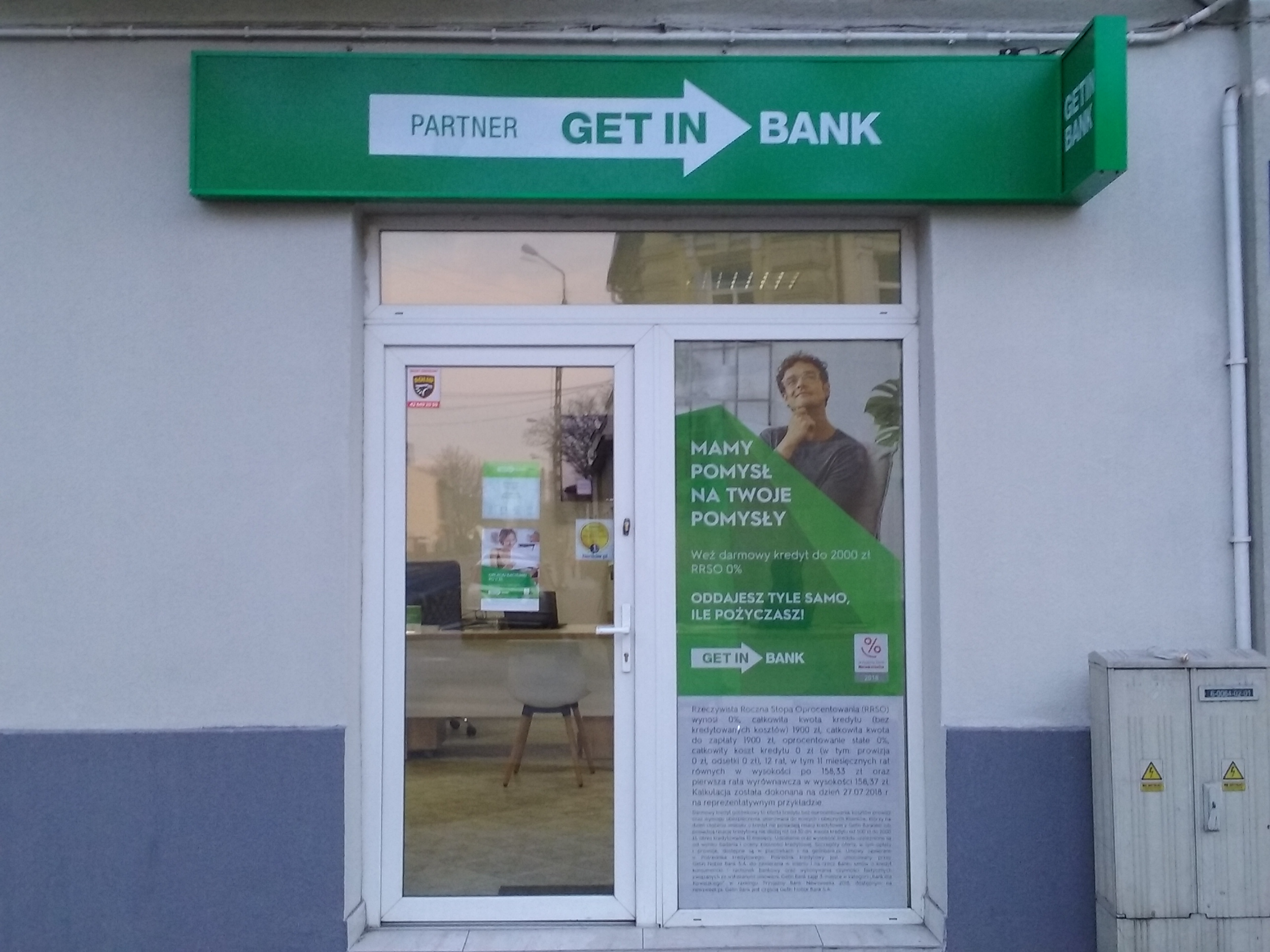
Placówka partnerska banku w Tomaszowie Mazowieckim (2019)

W 2019 porzucono plany fuzji z Idea Bank z uwagi na ustanowienie kuratora w tym banku.

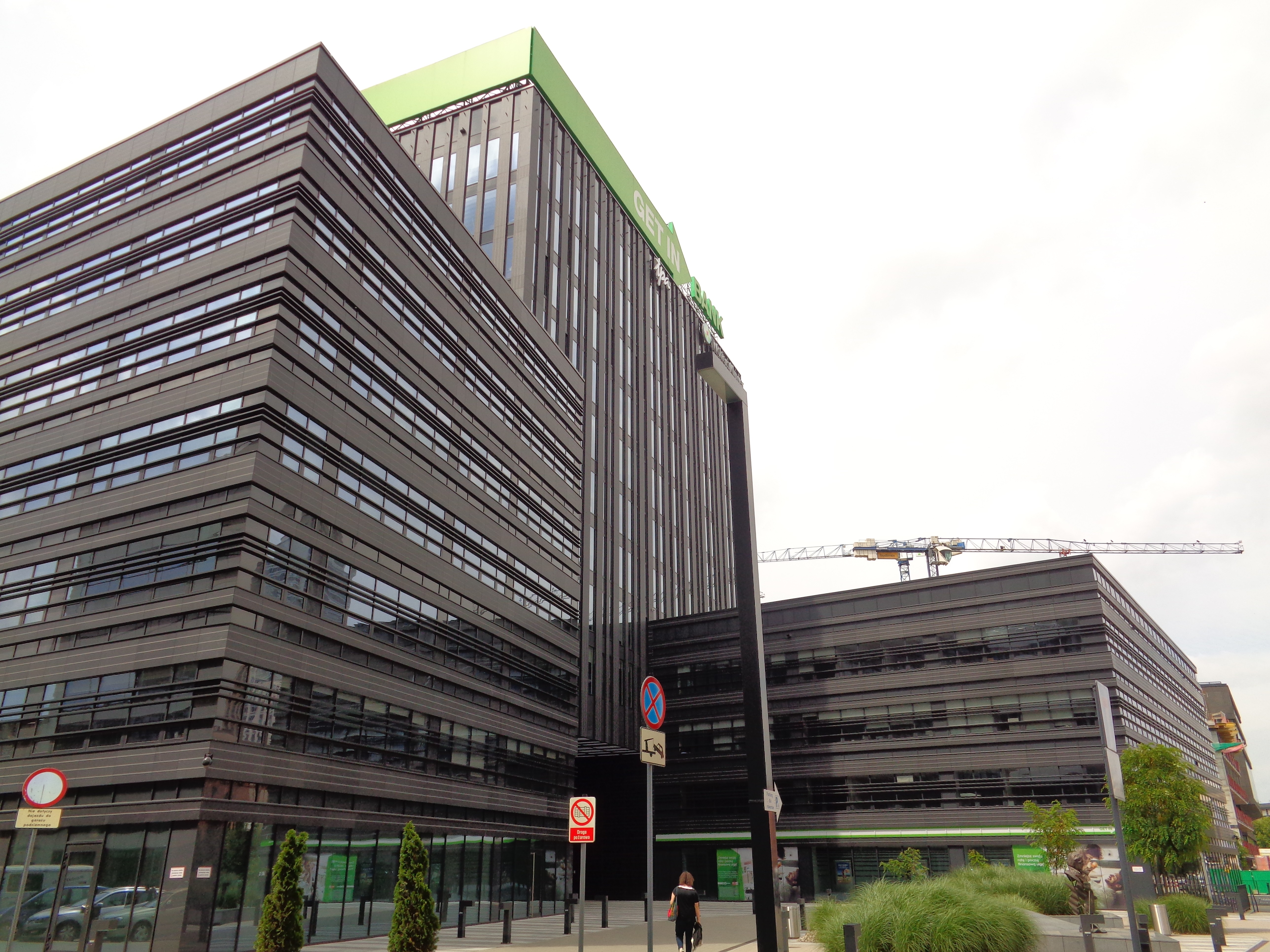
Biurowiec Wola Center, siedziba centrali banku w latach 2013–2020 (2019)

W 2021 otrzymał obniżony rating CCC od agencji ratingowej Fitch, co oznaczało brak rokowań co do szybkiej poprawy sytuacji finansowej oraz ryzyko upadłości. Bank zlikwidował spółkę zależną Noble Concierge, zajmującą się świadczeniem usług dla klientów banku.

### Przymusowa restrukturyzacja
30 września 2022 Bankowy Fundusz Gwarancyjny wszczął procedurę przymusowej restrukturyzacji banku z uwagi na spełnienie trzech przesłanek upoważniających fundusz do przeprowadzenia tego procesu:
- zagrożenie upadłością,
- brak przesłanek wskazujących, że możliwe działania nadzorcze lub działania banku pozwolą we właściwym czasie usunąć zagrożenie upadłością,
- konieczność wszczęcia procesu z uwagi na interes publiczny[4].

Równocześnie zarząd banku uległ rozwiązaniu, a kompetencje rady nadzorczej zostały zawieszone. Administratorem banku został Paweł Małolepszy, wyznaczony przez BFG.
3 października 2022 działalność banku została przekazana do VeloBanku S.A., którego właścicielem został, obok BFG, który objął 51% akcji, także System Ochrony Banków Komercyjnych S.A. Placówki działały pod dotychczasowymi szyldami do czasu rebrandingu na VeloBank w listopadzie 2022. Przeniesieniu podlegały następujące aktywa GNB:
- Kredyty z wyłączeniem walutowych kredytów hipotecznych i inne produkty – przeniesione,
- Kredyty hipoteczne w walutach obcych – pozostają w Getin Noble Bank S.A.,
- Kredyty niepracujące – częściowo przeniesione, zgodnie z treścią Decyzji BFG,
- Akcje Getin Noble Bank S.A.: umorzone w celu pokrycia strat Getin Noble Bank S.A.,
- Obligacje wyemitowane przez Getin Noble Bank S.A.: umorzone w celu pokrycia strat Getin Noble Bank S.A.,
- Depozyty: przeniesione w całości, ochrona gwarancyjna BFG na zasadach ogólnych.[21]

Od 3 października 2022 marki handlowe Getin Bank oraz Noble Bank należą do VeloBank S.A. 
20 lipca 2023 ogłoszono upadłość banku, a na syndyka masy upadłościowej wyznaczono Marcina Kubiczka, który wcześniej został wyznaczony na syndyka dla masy upadłościowej Idea Banku.

## Grupa kapitałowa
W 2022 w skład grupy Getin Noble Banku wchodziły:
- Idea Getin Leasing
- Noble Funds TFI
- Noble Securities
- Open Finance w upadłości

Getin Noble Bank mimo restrukturyzacji wykonuje obowiązki właścicielskie bez zmian. Obowiązki zarządu i rady nadzorczej w zakresie nadzoru właścicielskiego wykonuje administrator banku. W 2022 ogłosił on zamiar sprzedaży posiadanych przez GNB akcji Noble Funds TFI oraz Noble Securities.

## Nagrody i wyróżnienia
- 31 października 2013 Getin Bank zdobył nagrodę w międzynarodowym konkursie Banking Technology Awards za mobilną aplikację bankową Getin Mobile[23] w kategorii „Najlepsze wykorzystanie technologii mobilnych w usługach finansowych”[24].

- Bank zdobył 4 nagrody główne XVI edycji rankingu „50 największych banków w Polsce 2011” w kategoriach: „banki uniwersalne”, „banki hipoteczne”, „banki samochodowe” oraz „banki internetowe” miesięcznika Bank[25].

- Miesięcznik „The Banker” (Financial Times) umieścił bank w rankingu 1000 największych banków na świecie. Getin Noble Bank został uznany za najlepszy bank w Europie Środkowo-Wschodniej pod względem zwrotu z kapitału. Podstawą oceny była wielkość kapitału podstawowego[26].

- Getin Noble Bank był najlepszym bankiem w kategorii firm o kapitalizacji powyżej 500 mln złotych w „Rankingu Spółek Giełdowych Najszybciej Budujących Wartość”[27].

- Bank otrzymał wyróżnienie za największą dynamikę w kategorii duże banki w rankingu Najlepsze Banki 2011 – Gazeta Bankowa[28].

## Kontrowersje
Od czasu połączenia Getin Banku z Noble Bankiem w sierpniu 2010 Getin Noble Bank był trzykrotnie karany przez UOKiK za stosowanie niedozwolonych praktyk wobec klientów oraz wprowadzanie ich w błąd. Ostatnie postępowanie UOKiK wszczęte w czerwcu 2011 dotyczyło sposobu udzielania kredytów samochodowych. Według UOKiK w zawieranych umowach Getin Noble Bank stosował nieprecyzyjne zapisy mogące umożliwić bankowi wypowiedzenie umowy z obowiązkiem natychmiastowej spłaty kredytu oraz wbrew obowiązującym aktom prawnym nie informował kredytobiorcy o całkowitym koszcie wszystkich opłat i prowizji. Wysokość nałożonej przez UOKiK kary wyniosła prawie 6 mln złotych.
We wrześniu 2012 kancelaria prawna Wierzbowski Eversheds opublikowała informację dla klientów Getin Noble Banku SA, którzy zawarli umowy o kredyt hipoteczny z produktem Aneks „mini%” o możliwości przystąpienia do grupy planującej podjąć działania prawne wobec Getin Noble Bank S.A. na gruncie przepisów ustawy o dochodzeniu roszczeń w postępowaniu grupowym.
Część klientów, która uważa, że zawarła niekorzystne umowy z podmiotami należącymi do grupy Getin Holding uczestniczy w forum internetowym, którego celem jest wzajemna pomoc w dochodzeniu roszczeń oraz ostrzeżenie innych przed skutkami zawierania niekorzystnych umów.
W styczniu 2014 Prezes Urzędu Ochrony Konkurencji i Konsumentów nałożyła na Getin Noble Bank łącznie 6,7 mln zł kary za wprowadzanie w błąd swoich klientów, zawierających umowy na długoletnie produkty inwestycyjno-oszczędnościowe. (Decyzje nr: RKT-54/2013, RKT-55/2013).